# Zmarli w listopadzie 2020

## Listopad 2020
- 30 listopada
  - Irina Antonowa – rosyjska historyk sztuki, w latach 1961–2013 dyrektor Muzeum Sztuk Pięknych im. Puszkina w Moskwie[1]
  - Eugeniusz Bilski – polski kierownik zespołu konstrukcyjno-technologicznego, współtwórca serii komputerów Odra 1300[2]
  - Betty Bobbitt – australijska aktorka pochodzenia amerykańskiego[3]
  - Ludwik Bogacz – polski działacz powojennego podziemia antykomunistycznego i ofiara represji stalinowskich, kawaler orderów[4][5][6]
  - Franciszek Chrapkiewicz (François Chapeville) – francusko-polski biochemik[7]
  - Jerry Demara – meksykański muzyk[8]
  - Alicja Gawlikowska-Świerczyńska – polska lekarka, więźniarka niemieckiego obozu koncentracyjnego KL Ravensbrück[9][10][11]
  - Mirosław Hamera – polski fizyk i urzędnik państwowy, doktor nauk fizycznych, działacz NSZZ „Solidarność”[12][13]
  - Bogdan Jaworek – polski duchowny rzymskokatolicki, ksiądz kanonik, Honorowy Obywatel Konstancina-Jeziorny[14]
  - Janusz Karwowski – polski architekt[15]
  - Alojzy Konior – polski nauczyciel, regionalista, działacz kulturalny i społeczny, kawaler orderów[16]
  - Władysław Nowak – polski duchowny i teolog rzymskokatolicki, prof. dr hab.[17]
  - Jerzy Plis – polski historyk bibliotekoznawca i specjalista w zakresie informacji naukowej, dr hab.[18]
  - Branimir Šćepanović – serbski pisarz[19]
  - Anne Sylvestre – francuska piosenkarka[20]
  - Aleksandr Szatskich – kazachski piłkarz i trener pochodzenia rosyjskiego[21]
- 29 listopada
  - Miša Aleksić – serbski gitarzysta basowy, członek zespołu Riblja čorba[22]
  - Sahibzada Farooq Ali – pakistański polityk, przewodniczący Zgromadzenia Narodowego (1973–1977)[23]
  - José Rafael Barquero Arce – kostarykański duchowny katolicki, biskup[24]
  - Jeanne Bizier – kanadyjski pedagog i wychowawczyni, założycielka wspólnoty katolickiej Rodziny Miriam Betlejem[25][26]
  - Ben Bova – amerykański pisarz i popularyzator science fiction[27]
  - Marco Dino Brogi – włoski duchowny rzymskokatolicki i dyplomata, biskup, oficjał w Sekretariacie Stanu Stolicy Apostolskiej[28]
  - Philippe Clair – francuski reżyser, aktor i scenarzysta filmowy[29]
  - Stanisław Dąbrowski – polski zawodnik i trener kajakarstwa[30]
  - Papa Bouba Diop – senegalski piłkarz[31][32]
  - Bohdan Domański – polski architekt[33]
  - Władimir Fortow – rosyjski fizyk, prezes Rosyjskiej Akademii Nauk (2013–2017)[34]
  - Giorgio Morales – włoski samorządowiec, burmistrz Florencji (1989–1995)[35]
  - Bogdan Poniży – polski duchowny i teolog rzymskokatolicki, prof. dr hab.[36]
  - Remo Sernagiotto – włoski przedsiębiorca, samorządowiec i polityk, eurodeputowany (2014–2019)[37]
  - Ali-Asghar Shahbazi – irański aktor niezawodowy, laureat Srebrnego Niedźwiedzia dla najlepszego aktora (2011)[38]
  - Nedal Abu Tabaq – polski duchowny muzułmański i lekarz pochodzenia palestyńskiego, mufti Ligi Muzułmańskiej w RP[39]
  - Włodzimierz Wander – polski saksofonista, kompozytor i wokalista, członek zespołów Niebiesko-Czarni i Polanie[40]
- 28 listopada
  - Shams Badran – egipski polityk i wojskowy, minister obrony (1966–1967), dowódca podczas wojny sześciodniowej[41]
  - Hakam Balawi – palestyński polityk i dyplomata, minister spraw wewnętrznych (2003–2005)[42]
  - Zbigniew Bemowski – polski piłkarz[43]
  - Clifton Bertrand – trynidadzki sprinter, trzykrotny brązowy medalista igrzysk panamerykańskich[44]
  - Andrea Huser – szwajcarska kolarka górska i triathlonistka, mistrzyni Europy (2002)[45]
  - Jan Kilian – polski polityk, przedsiębiorca i samorządowiec, poseł na Sejm VIII kadencji[46]
  - Vítor Oliveira – portugalski piłkarz i trener[47]
  - Jan Ożóg – polski jezuita, teolog, filolog klasyczny, tłumacz i redaktor[48][49][50]
  - Bonifácio Piccinini – brazylijski duchowny katolicki, arcybiskup[51]
  - Maria Piechotka – polska architekt, uczestniczka powstania warszawskiego, posłanka na Sejm PRL III kadencji[52]
  - Stefan Pietrzyk – polski tyczkarz, sędzia i instruktor[53]
  - Andrzej Podobiński – polski ekonomista, prof. dr hab.[54]
  - David Prowse – brytyjski aktor filmowy, kulturysta i sztangista[55]
  - Juan de Dios Román – hiszpański trener piłki ręcznej i działacz sportowy, selekcjoner reprezentacji Hiszpanii[56]
  - Jean-Louis Servan-Schreiber – francuski dziennikarz i publicysta, działacz na rzecz praw człowieka[57]
  - Stanisław Tabaczyński – polski archeolog, prof. dr hab.[58]
- 27 listopada
  - Lumturi Blloshmi – albańska malarka[59]
  - Kevin Burnham – amerykański żeglarz sportowy, mistrz (2004) i wicemistrz (1992) olimpijski[60]
  - Selva Casal – urugwajska poetka[61]
  - Anatol Dowżenko – polski radiolog, prof. dr hab. n. med.[62]
  - Wojciech Dzieduszycki – polski archeolog, prof. dr hab.[63]
  - Mohsen Fakhrizadeh – irański fizyk, oficer Korpusu Strażników Rewolucji Islamskiej[64]
  - Špiro Guberina – chorwacki aktor[65]
  - Tony Hsieh – amerykański przedsiębiorca i inwestor pochodzenia tajwańskiego[66]
  - Jan Janota – polski działacz samorządowy, prezydent Zabrza (1981–1987)[67]
  - Madieng Khary Dieng – senegalski polityk i urzędnik, minister spraw wewnętrznych (1991–1993) i obrony (1993–1995)[68]
  - Konstantin Kosew – bułgarski historyk, członek Bułgarskiej Akademii Nauk[69]
  - Dainis Liepiņš – łotewski i radziecki kolarz, brązowy medalista mistrzostw świata (1983)[70]
  - Jerzy Michalak – polski pianista[71]
  - Jan Niedworok – polski farmakolog, płk. prof. dra hab. n med.[72][73]
  - Zdzisław Opitz – polski żołnierz w czasie II wojny światowej, pułkownik WP w stanie spoczynku, kawaler orderów[74]
  - Henryk Patlewicz – polski zawodnik i trener łucznictwa[75][76]
  - Štefan Pelikán – słowacki rzeźbiarz[77]
  - Dieter Popp – niemiecki działacz polityczny, wieloletni agent Wywiadu Wojskowego Narodowej Armii Ludowej NRD[78]
  - Parwiz Purhosejni – irański aktor[79]
  - Tadeusz Roman – polski operator filmowy i reżyser, uczestnik powstania warszawskiego[80]
  - Miroslav Rys – czechosłowacki hokeista[81]
  - Piotr Strojnowski – polski muzyk reggae, współzałożyciel zespołu Daab[82]
  - Piotr Szyber – polski transplantolog[83][84]
- 26 listopada
  - Sadik al-Mahdi – sudański polityk, premier Sudanu (1966–1967, 1986–1989)[85]
  - Kamen Czanew – bułgarski śpiewak operowy, tenor[86]
  - Fecó Balázs – węgierski piosenkarz i kompozytor[87]
  - Cecilia Fusco – włoska śpiewaczka operowa, sopranistka[88]
  - Władimir Iwanow – bułgarski lekkoatleta, sprinter[89]
  - Jerzy Maria Janecki – polski lekarz, specjalista chorób wewnętrznych i diagnostyki laboratoryjnej, prof. dr hab., dyrektor generalny Ministerstwa Zdrowia i Opieki Społecznej (1981–1982)[90]
  - Benjamín Jiménez Hernández – meksykański duchowny katolicki, biskup[91]
  - Jan Korzeniec – polski inżynier i menedżer, wicewojewoda śląski (2001), wiceprezydent Świętochłowic (2002–2005)[92]
  - Dimityr Łargow – bułgarski piłkarz i działacz sportowy, prezes Bułgarskiego Związku Piłki Nożnej (1991–1993)[93]
  - Alfonso Milián Sorribas – hiszpański duchowny katolicki, biskup[94]
  - Daria Nicolodi – włoska aktorka i scenarzystka[95]
  - Bogdan Nowecki – polski matematyk, dr hab.[96]
  - Louis Nzala – kongijski duchowny rzymskokatolicki, biskup Popokabaka (1996–2020)[97]
  - Michaił Osincew – radziecki hokeista na trawie, mistrz świata[98]
  - Wilbert Robertson – amerykański duchowny baptystyczny pochodzenia indiańskiego[99]
  - Nils Sletta – norweski aktor[100]
  - Jurij Swinin – rosyjski malarz[101]
  - James Travis – amerykański biochemik, wykładwoca akademicki[102]
  - Celestino Vercelli – włoski kolarz i przedsiębiorca[103]
- 25 listopada
  - Uriah Ashley – panamski duchowny katolicki, biskup[104]
  - Chuck Bail – amerykański kaskader i reżyser filmowy[105]
  - Marc-André Bédard – kanadyjski polityk i prawnik, minister sprawiedliwości (1976–1984) i wicepremier (1984–1985) Quebecu[106]
  - Saïd Bouhadja – algierski polityk, przewodniczący Narodowego Zgromadzenia Ludowego (2017–2018)[107]
  - Henryk Czoska – polski przedsiębiorca, organizator imprez kulturalnych[108]
  - Anna Hannowa – polska dziennikarka, teatrolog, organizatorka życia kulturalnego[109]
  - Mariusz Jasik – polski specjalista w zakresie chorób wewnętrznych, farmakologii klinicznej i diabetologii, dr hab. n. med.[110]
  - Alicja Jedlewska – polska chemik i redaktor prasy naukowej[111]
  - Marcin Król – polski filozof i historyk idei, prof. dr hab.[112]
  - Diego Maradona – argentyński piłkarz[113]
  - Tevita Momoedonu – fidżyjski polityk i dyplomata, Ratu, premier Fidżi (2000, 2001), minister przemysłu i pracy (2000–2001)[114]
  - Ahmad Mukhtar – pakistański polityk, minister obrony (2008–2012)[115]
  - Andrzej Niedoba – polski pisarz, dramaturg i dziennikarz[116]
  - Paul Nyman – fiński kolarz[117]
  - Zenon Plech – polski żużlowiec i trener sportu żużlowego[118]
  - Mieczysława Prażewska – polska inżynier elektronik, prof. dr hab.[119]
  - Roman Przymusiński – polski biolog, dr. hab.[120]
  - Jacques Secrétin – francuski tenisista stołowy[121]
  - Flor Silvestre – meksykańska aktorka i piosenkarka[122]
  - Camilla Wicks – amerykańska skrzypaczka i pedagog muzyczny[123][124]
  - James Wolfensohn – amerykańsko-australijski bankier i ekonomista, prezes Banku Światowego (1995–2005)[125][126]
- 24 listopada
  - João Alves Filho – brazylijski polityk i inżynier, minister spraw wewnętrznych (1987–1990), gubernator Sergipe i burmistrz Aracaju[127]
  - José Bastos – portugalski piłkarz[128]
  - Monserrat Carulla – hiszpańska aktorka[129]
  - Juan de Dios Castro Lozano – meksykański prawnik i polityk, przewodniczący Izby Deputowanych (2003–2004)[130]
  - Christophe Dominici – francuski rugbysta[131]
  - Erik Galimow – rosyjski geochemik[132]
  - Julio Cesar Gandarilla Bermejo – kubański wiceadmirał, minister spraw wewnętrznych (od 2017)[133]
  - Georgij Gawriłow – rosyjski aktor i reżyser[134]
  - Damián Iguacén Borau – hiszpański duchowny katolicki, biskup[135]
  - Piotr – grecki duchowny prawosławny, biskup[136]
  - Wasyl Jakusza – białoruski kajakarz, srebrny (1980) i brązowy (1988) medalista olimpijski, medalista mistrzostw świata (1982, 1986)[137]
  - Mohamed Khadem Khorasani – irański zapaśnik, wicemistrz świata (1962)[138]
  - Gabriela Kossakowska – polska działaczka społeczna i samorządowa, Honorowa Obywatelka Piekar Śląskich[139]
  - Roman Lankauf – polski geograf i geomorfolog[140]
  - Zbigniew Mańkowski – polski harcerz, Sprawiedliwy wśród Narodów Świata[141]
  - Andrzej Maria Marczewski – polski reżyser teatralny, dramaturg, scenarzysta, producent, dyrektor teatrów[142]
  - Swietłana Obidina – rosyjska aktorka[143]
  - Robert Panek – polski muzyk i kompozytor[144]
  - Kambuzia Partovi – irański reżyser filmowy i scenarzysta[145]
  - Hervé Pinoteau – francuski historyk i heraldyk, działacz rojalistyczny[146]
  - Ashiesh Roy – indyjski aktor[147]
  - Fred Sasakamoose – kanadyjski hokeista[148]
  - Aleksander Skowroński – polski aktor teatralny i filmowy[149]
  - Mamadou Tandja – nigerski polityk, prezydent Nigru (1999–2010)[150]
  - Maria Zuchowicz – polska prawniczka, sędzia i działaczka łyżwiarstwa figurowego[151]
- 23 listopada
  - Carlo Ausino – włoski reżyser i operator filmowy[152]
  - Karl Dall – niemiecki aktor i komik[153]
  - Abby Dalton – amerykańska aktorka[154]
  - David Dinkins – amerykański polityk i prawnik, burmistrz Nowego Jorku (1989–1993)[155]
  - Marco Ferrari – włoski duchowny katolicki, biskup[156]
  - Konrad Fiałkowski – polski informatyk, cybernetyk i pisarz science fiction[157]
  - Tarun Gogoi – indyjski polityk, premier Assamu (2001–2016)[158]
  - Michał Grocholski – polski dyplomata, konsul generalny RP w Chicago (1992–1996)[159]
  - Robert Hammerstiel – austriacki malarz i grafik[160]
  - Roman Hauk – polski muzealnik[161]
  - Klaus Heinrich – niemiecki filozof religii[162]
  - Jan Hondra – polski działacz konspiracji niepodległościowej w czasie II wojny światowej, kawaler orderów[163]
  - Wasilij Katanow – rosyjski pisarz[164]
  - Hal Ketchum – amerykański muzyk country[165]
  - Grzegorz Krasomski – polski ginekolog, położnik, prof. dr. hab. n. med.[166][167]
  - Stanisław Kwaśny – polski twórca ludowy, laureat Nagrody im. Oskara Kolberga[168][169]
  - Edward Lazear – amerykański ekonomista, główny doradca ekonomiczny George’a W. Busha (2006–2009)[170]
  - Nikolaj Myszagin – kazachski trener i hokeista, były selekcjoner reprezentacji Kazachstanu[171]
  - Anele Ngcongca – południowoafrykański piłkarz[172]
  - Andrzej Ogonowski – polski zawodnik Kyokushin karate, reprezentant kraju[173]
  - Ismet Peja – albański pieśniarz[174]
  - Jacek Przybyłowski – polski aktor lalkowy i pedagog[175][176]
  - Günter Rittner – niemiecki malarz i ilustrator[177]
  - Józef Rysula – polski biegacz narciarski, olimpijczyk (1960, 1964, 1968)[178]
  - Nikoła Spasow – bułgarski piłkarz i trener[179]
  - Piotr Szczepański – polski poeta, plastyk, współzałożyciel Gdańskiego Klubu Poetów[180]
  - Krystyna Junosza Woysław – polska redaktorka, działaczka polonijna[181]
  - Wiktor Zimin – rosyjski polityk, przywódca Chakasji (2009–2018)[182]
- 22 listopada
  - Sidi uld Szajch Abdallahi – mauretański polityk, minister gospodarki (1971–1978), prezydent Mauretanii (2007–2008)[183]
  - Zenon Borkowski – polski działacz opozycji w okresie PRL i publicysta, kawaler orderów[184][185]
  - Vlad Ciobanu – mołdawski aktor[186]
  - Doris de Agostini – szwajcarska narciarka alpejska, brązowa medalistka mistrzostw świata (1978)[187]
  - Lucjan Deniziak – polski działacz konspiracji niepodległościowej w czasie II wojny światowej oraz powojennego podziemia antykomunistycznego, kawaler orderów[188]
  - Dimityr Elenow – bułgarski aktor i reżyser[189]
  - Billy Evans – amerykański koszykarz, mistrz olimpijski (1952)[190]
  - Muharrem Fejzo – albański reżyser i scenarzysta[191]
  - Gonzalo Galván Castillo – meksykański duchowny rzymskokatolicki, biskup Autlán (2004–2015)[192]
  - Siergiej Krul – rosyjski pieśniarz, kompozytor i pisarz[193]
  - Tomasz Kuc – polski dziennikarz i działacz harcerski[194][195]
  - Hamish MacInnes – szkocki wspinacz, publicysta i ratownik górski[196]
  - Mustafa Nadarević – bośniacki aktor i komik[197]
  - Ryszard Pado – polski biolog, prof. dr hab.[198]
  - Jurij Płeszakow – ukraiński i rosyjski piłkarz[199]
  - Ray Prosser – walijski rugbysta[200]
  - Maurice Setters – angielski piłkarz[201]
  - Jožef Smej – słoweński duchowny rzymskokatolicki, biskup pomocniczy Mariboru (1983–2009)[202]
  - Henryk Suchojad – polski historyk, dyrektor Biblioteki Uniwersyteckiej Uniwersytetu Jana Kochanowskiego w Kielcach[203]
- 21 listopada
  - Leena Acharya – indyjska aktorka[204]
  - Artemiusz – serbski duchowny prawosławny, biskup raszko-prizreński (1991–2010)[205]
  - Dena Dietrich – amerykańska aktorka[206]
  - Oliver Friggieri – maltański pisarz, poeta, krytyk i filozof[207]
  - Antoni Hlavaty – polski ortopeda, prof. zw. dr hab.[208]
  - Meni Kiriakoglu – grecka aktorka[209]
  - Bashkim Kopliku – albański inżynier i polityk, minister spraw wewnętrznych w latach 1992–1993[210]
  - Tamás Mihály – węgierski basista, klawiszowiec, członek zespołu Omega[211]
  - Malcolm Marmorstein – amerykański scenarzysta i reżyser filmowy[212]
  - Maleni Morales – meksykańska aktorka[213]
  - Piergiorio Perini – włoski duchowny rzymskokatolicki, twórca systemu parafialnych komórek ewangelizacyjnych[214]
  - Ramiz Reka – albański bokser[215]
  - Jens Sørensen – duński kolarz[216]
  - Włodzimierz Wesołowski – polski socjolog, prof. zw. dr hab.[217]
  - Ricky Yacobi – indonezyjski piłkarz[218]
- 20 listopada
  - Antonio Ambrosetti – włoski matematyk[219]
  - Zbigniew Michał Blinowski – polski działacz konspiracji niepodległościowej w czasie II wojny światowej[220]
  - Vladimír Blucha – czeski historyk i geograf[221]
  - Tadeusz Bojarski – polski prawnik, prof. dr hab.[222]
  - Ernesto Canto – meksykański chodziarz, mistrz świata (1983) i olimpijski (1984)[223]
  - Marian Cycoń – polski samorządowiec, polityk, prezydent Nowego Sącza, poseł na Sejm III i VII kadencji[224]
  - Rudy del Rosario – filipiński piłkarz[225]
  - Jerzy Dębicki – polski działacz konspiracji niepodległościowej w czasie II wojny światowej[226][227]
  - Magda Groszewska – polski dziennikarka, redaktorka naczelna prasy kobiecej[228][229]
  - Ireneusz – serbski duchowny prawosławny, patriarcha Serbii[230]
  - Józef Judziński – polski archiwista, dyrektor Archiwum Państwowego w Olsztynie (1971–2004)[231]
  - Hannu Lahtinen – fiński zapaśnik, mistrz świata (1983)[232]
  - Jan Morris – brytyjska historyk, pisarka[233]
  - Bogdan Nauka – polski działacz kulturalny, dyrektor Zdrojowego Teatr Animacji (1994–2020)[234]
  - Murman Omanidze – radziecki (gruziński) polityk i prawnik, minister spraw zagranicznych (1991) i p.o. premiera Gruzji (1991)[235]
  - Valentina Pedicini – włoska reżyserka filmowa[236]
  - František Reichel – czeski polityk i lekarz weterynarii, wicepremier Czechosłowacji (1989–1990)[237]
  - Iwan Szawrej – radziecki i białoruski strażak, likwidator, Honorowy obywatel Rejonu narowelskiego[238][239]
  - Udo Walz – niemiecki fryzjer znany ze współpracy z wieloma stylistami mody, osobowość telewizyjna[240]
  - Julianna Wasilewska – polska ekonomistka, posłanka na Sejm PRL III kadencji (1961–1965)[241]
  - Włodzimierz Woźniak – polski kajakarz[242]
  - Fatmir Xhelili – albański aktor i reżyser[243]
- 19 listopada
  - Fayek Azb – egipski aktor[244]
  - Wojciech Bartnik – polski pływak i zawodnik piłki wodnej[245]
  - Henryk Bierła – polski zapaśnik[246]
  - Sebuh Czuldżjan – ormiańsko-turecki duchowny Apostolskiego Kościoła Ormiańskiego, arcybiskup Gugark (1996–2020)[247]
  - Zenobiusz Dmowski – polski specjalista w zakresie inżynierii i ochrony środowiska, prof. dr hab. inż.[248]
  - Manwel Grigorian – ormiański wojskowy i polityk, deputowany do Zgromadzenia Narodowego (2012–2018)[249]
  - Ryszard Hadka – polski samorządowiec, przewodniczący rady gminy Stryszawa i powiatu suskiego[250]
  - Reşit Karabacak – turecki zapaśnik, mistrz Europy[251]
  - Jonas Mello – brazylijski aktor[252]
  - Helen Morgan – walijska zawodniczka hokeja na trawie, brązowa medalistka olimpijska (1992)[253]
  - Alcino Pinto – saotomejski polityk i prawnik, minister zabezpieczenia społecznego (1995–1996), przewodniczący Zgromadzenia Narodowego (2012–2014)[254]
  - Michel Robin – francuski aktor[255]
  - Michal Šafařík – czeski hokeista[256]
  - Jake Scott – amerykański footballista[257][258]
  - Sergiusz Szarypkin – polski i ukraiński filolog klasyczny, językoznawca, historyk-starożytnik, profesor zwyczajny UJK[259]
  - Stanisław Tekieli – polski dziennikarz, pisarz i tłumacz[260]
- 18 listopada
  - Janusz Arszyłowicz – polski żeglarz i instruktor, kawaler orderów[261][262][263]
  - Iwannis Louis Awad – syryjski duchowny katolicki, biskup[264]
  - László Benkő – węgierski klawiszowiec i trębacz, członek zespołu Omega[265]
  - Władysław Chłopecki – polski kapelmistrz, kawaler orderów[266]
  - Pim Doesburg – holenderski piłkarz i trener[267]
  - Aleksandr Dubianskij – rosyjski lingwista i pisarz, badacz języka i kultury tamilskiej[268]
  - Omar Arte Ghalib – somalijski polityk, minister spraw zagranicznych (1969–1976), premier Somalii (1991–1993)[269]
  - Jan Grzesik – polski inżynier budownictwa lądowego, dyrektor Mostostal Warszawa (1971– 1977)[270][271][272][273]
  - Mokhtar Hashim – malezyjski polityk, minister kultury, sportu i młodzieży (1980–1983)[274]
  - Tony Hooper – angielski gitarzysta i piosenkarz folkowy, autor piosenek[275]
  - Kirby Morrow – kanadyjski aktor[276]
  - Adam Musiał – polski piłkarz[277]
  - Draga Olteanu Matei – rumuńska aktorka[278]
  - Juan Roldán – argentyński bokser[279]
  - Mridula Sinha – indyjski polityk, gubernator Goa (2012–2019)[280]
  - Zofia Stańczykowska-Kostrowska – polska śpiewaczka operowa[281]
  - Janusz Turowski – polski inżynier, specjalista w zakresie elektrodynamiki technicznej, maszyn elektrycznych i mechatroniki, prof. dr hab. inż.[282]
- 17 listopada
  - Edward Borysewicz – polski kolarz szosowy, trener[283]
  - Angelo Caroli – włoski piłkarz i dziennikarz[284]
  - Gabriel Chmura – polsko-izraelski dyrygent[285]
  - Alokeranjan Dasgupta – indyjski poeta[286]
  - Walt Davis – amerykański lekkoatleta, skoczek wzwyż, mistrz olimpijski (1952), koszykarz[287]
  - Stanisław Dulias – polski polityk, ekonomista, spółdzielca, rolnik, poseł na Sejm IV kadencji[288]
  - Robert Gamble – amerykański duchowny anglikański, należący do Kościoła Episkopalnego w USA (ECUSA), założyciel wydawnictwa Media Rodzina[289]
  - Wanda Gosławska – polska artystka plastyk, ceramiczka, rzeźbiarka[290]
  - Lubisaw Iwanow-Singo – macedoński działacz sportowy, prezes Federacji Piłki Nożnej Macedonii (1993–1999)[291]
  - Stefan Kępa – polski żużlowiec[292]
  - Andrzej Krzeczunowicz – polski dziennikarz i dyplomata[293]
  - Willy Kuijpers – belgijski polityk i nauczyciel, deputowany krajowy i europejski[294]
  - Zenon Michałowski – polski działacz sportowy, prezes GTPS Gorzów Wielkopolski[295]
  - Michał Mikłaszewicz – polski lekarz, płk dr n.med., Honorowy Obywatel Ciechocinka[296][297]
  - Antonina Partyka – polska superstulatka[298].
  - Dmitris Psarianos – grecki piosenkarz[299]
  - Vincent Reffet – francuski kaskader, spadochroniarz specjalizujący się w BASE jumpingu[300]
  - Zbigniew Ringer – polski dziennikarz sportowy[301]
  - Ladislav Šesták – słowacki piłkarz ręczny i trener[302]
  - Franciszek Sojka – polski maratończyk[303][304]
  - Danuta Steczkowska – polska nauczycielka śpiewu i muzyki, prowadząca Chór Chłopięco-Męski „Cantus”[305][306]
  - Arkadiusz Szaraniec – polski ekolog, teatrolog i publicysta[307][308]
  - Stanisław Szuro – polski działacz konspiracji niepodległościowej w czasie II wojny światowej, więzień obozów hitlerowskich i komunistycznych[309]
  - Przemysław Wiater – polski historyk sztuki, dyrektor Muzeum Karkonoskiego w Jeleniej Górze[310]
  - Roman Wiktiuk – radziecki i ukraiński reżyser teatralny[311]
  - Magdalena Winiarska-Gotowska – polska ceramiczka[312][313][314]
  - Franciszek Złotnikiewicz – polski urzędnik państwowy i samorządowiec, wicewojewoda włocławski (1996–1997)[315]
- 16 listopada
  - Walid al-Mu’allim – syryjski polityk i dyplomata, minister spraw zagranicznych (2006–2020), wicepremier (2012–2020)[316]
  - Ivan Bekjarev – jugosłowiański i serbski aktor[317]
  - Dairon Blanco – kubański piłkarz, reprezentant kraju[318]
  - Andrzej Bręczewski – polski przedsiębiorca, założyciel i prezes Modertrans Poznań[319][320]
  - Ian Finkel – amerykański ksylofonista[321]
  - Andrzej Gowarzewski – polski dziennikarz sportowy, znawca i historyk piłki nożnej[322]
  - Henryk Gulbinowicz – polski duchowny rzymskokatolicki, kardynał, arcybiskup metropolita wrocławski[323]
  - Arnulf Heimhofer – niemiecki malarz[324]
  - Wojciech Kincel – polski zakonnik rzymskokatolicki, przełożony generalny Zgromadzenia Braci Serca Jezusowego (2011–2017)[325]
  - Jacob M. Landau – izraelski politolog i arabista[326]
  - Mieczysław Majewski – polski dyplomata, ambasador polski w Tunezji[327][328]
  - Tomislav Merčep – chorwacki polityk i działacz partyzantki, zbrodniarz wojenny[329]
  - Milivoje Milošević – jugosłowiański i serbski reżyser[330]
  - Sheila Nelson – angielska skrzypaczka, pedagog muzyczny, pisarka i kompozytorka[331]
  - Arkadij Pieczkin – rosyjski aktor[332]
  - Tadeusz Polanowski – polski działacz sportowy i sędzia koszykówki[333]
  - Andrzej Pukaczewski – polski fotograf[334]
  - Bruce Swedien – amerykański producent muzyczny i inżynier dźwięku, laureat nagród Grammy[335]
  - Barbara Szudrowicz – polska specjalistka w zakresie akustyki budowlanej, prof. nzw. dr hab. inż.[336][337]
  - Stanisław Ścieszka – polski specjalista w zakresie górnictwa i geologii inżynierskiej, budowy i eksploatacji maszyn, prof. dr hab. inż.[338]
  - Andrzej Tomczyk – polski piłkarz[339]
  - Antoni Wójtowicz – polski wydawca i działacz opozycji w PRL[340]
- 15 listopada
  - Mahjoubi Aherdan – marokański polityk, wojskowy i artysta pochodzenia berberyjskiego, kilkukrotny minister[341]
  - Carlos Amadeu – brazylijski piłkarz (obrońca) i trener[342]
  - Soumitra Chatterjee – indyjski aktor filmowy[343]
  - Ray Clemence – angielski piłkarz (bramkarz) i trener[344]
  - Drew S. Days III – amerykański prawnik i sędzia, radca generalny Stanów Zjednoczonych (1993–1996)[345]
  - Zygmunt Jakubik – polski piłkarz ręczny i trener, selekcjoner reprezentacji Polski w piłce ręcznej kobiet[346]
  - Jan – grecki duchowny prawosławny, biskup[347]
  - Gocha Japaridze – gruziński historyk, orientalista i dyplomata[348]
  - Zenon Kamiński – polski ekonomista, dr hab.[349]
  - Iqbal Kashmiri – pakistański reżyser filmowy[350]
  - Rudolf Kippenhahn – niemiecki astrofizyk[351]
  - Riczard Kosołapow – rosyjski filozof, historyk i publicysta[352]
  - Ivan Kožarić – chorwacki rzeźbiarz[353]
  - Janusz Leśniewski – polski aktor[354]
  - Halina Matejczuk – polska pracowniczka służby dyplomatycznej w okresie PRL, konsul, autorka książki wspomnieniowej[355][356][357]
  - Antoni Oleksicki – polski konserwator zabytków[358][359]
  - Halina Rządkowska-Bodalska – polska farmaceutka, prof. dr hab.[360]
  - Witold Sadowy – polski aktor, dziennikarz, publicysta i krytyk teatralny[361]
  - Anna Skrzetuska – polska łyżwiarka[362]
  - Jan Szymczyk – polski duchowny rzymskokatolicki i socjolog, prof. dr hab.[363]
  - Giovanni Travaglini – włoski polityk i inżynier, deputowany krajowy i europejski, minister transportu (1987)[364]
  - Andrzej Turczyński – polski pisarz, poeta, dramaturg, publicysta, tłumacz poezji hiszpańskiej i rosyjskiej[365]
  - Raúl Eduardo Vela Chiriboga – ekwadorski duchowny rzymskokatolicki, kardynał[366]
  - Jan Zalewski – polski samorządowiec i nauczyciel, starosta siemiatycki (2014–2020)[367]
- 14 listopada
  - Jay E. Adams – amerykański duchowny kalwiński i pisarz religijny[368]
  - Adolfo Bolea – hiszpański piłkarz[369]
  - Jan Chłopek – polski specjalista w zakresie inżynierii materiałowej, prof. dr hab. inż.[370][371]
  - Gerald Dino – amerykański duchowny Kościoła bizantyjsko-rusińskiego, biskup[372]
  - Armen Dżigarchanian – ormiański aktor[373]
  - Peter Florjančič – słoweński wynalazca i narciarz[374]
  - Piotr Francuz – polski psycholog, dr hab.[375]
  - Józef Gigoń – polski lotniarz, rekordzista Polski[376]
  - Valter Gjoni – albański aktor[377]
  - Zbigniew Hercuń – polski samorządzowiec, wójt gminy Lubań (2010–2020)[378]
  - Mikołaj Herman – polski uczestnik II wojny światowej, podporucznik WP w stanie spoczynku, kawaler orderów[379]
  - Nedžad Imamović – bośniacki pieśniarz[380]
  - Maria Kalinowska – polska miłośniczka kina[381]
  - Ahmet Kekeç – turecki dziennikarz i pisarz[382]
  - Anto Kovačević – chorwacki filozof i polityk, więzień polityczny[383]
  - Benedykt Krysik – polski siatkarz i trener olimpijski, selekcjoner reprezentacji Polski w piłce siatkowej kobiet[384]
  - Mirosław Mąka – polski etnograf, działacz opozycji antykomunistycznej[385]
  - Hasan Muratović – bośniacki przedsiębiorca, polityk, premier Bośni i Hercegowiny (1996–1997)[386]
  - Des O’Connor – brytyjski prezenter telewizyjny, wokalista i komik[387]
  - Helena Panek – polska działaczka konspiracji niepodległościowej w czasie II wojny światowej, więźniarka obozów koncentracyjnych, dama orderów[388]
  - Rozalia Maria Piszczek – polska zakonnica, przełożona i wikaria generalna Zgromadzenia Sióstr Albertynek[389]
  - Zofia Radecka – polska uczestniczka powstania warszawskiego, dama orderów[390][391]
  - Łukasz Tur – polski waltornista, członek zespołu Paraliż Band[392][393]
  - Helena Tworkowska-Cegieła – polska malarka i ilustratorka[394]
  - Bogumił Westwański – polski fizyk, prof. dr. hab.[395][396]
- 13 listopada
  - Widin Apostołow – bułgarski piłkarz[397]
  - Rik Boel – holenderski polityk i prawnik, minister spraw wewnętrznych (1977–1979), szef Rady Flamandzkiej (1979–1981)[398]
  - Mirosław Bogacki – polski geomorfolog, prof. dr hab.[399]
  - Mohand Cherif Hannachi – algierski piłkarz i działacz sportowy[400]
  - Terry Duerod – amerykański koszykarz[401]
  - John Hays – brytyjski przedsiębiorca, założyciel Hays Travel[402]
  - Paul Hornung – amerykański futbolista[403][404]
  - Attila Horváth – węgierski dyskobol, brązowy medalista mistrzostw świata (1991)[405]
  - Roger Jepsen – amerykański polityk, lejtnant gubernator Iowy (1969–1973), senator (1979–1985)[406]
  - Jan Jeżewski – polski waltornista, wykładowca akademicki, profesor sztuk muzycznych[407][408]
  - Gwyn Jones – walijski piłkarz[409]
  - Akira Kubodera – japoński aktor[410]
  - Halina Kwiatkowska – polska aktorka[411]
  - Jim Pace – amerykański kierowca wyścigowy[412]
  - Andrzej Prawda – polski piłkarz i trener piłkarski[413]
  - Louis Rostollan – francuski kolarz[414]
  - Witalij Sinicki – rosyjski aktor[415]
  - Kićo Slabinac – jugosłowiański i chorwacki muzyk i wokalista[416]
  - Peter Sutcliffe – brytyjski seryjny morderca, znany jako Rozpruwacz z Yorkshire[417][418]
  - Grzegorz Sztabiński – polski teoretyk i historyk sztuki, prof. dr hab.[419][420]
  - Jacek Szymański – polski reżyser dźwięku, wykładowca akademicki, prof. dr hab.[421]
  - John Meurig Thomas – walijski chemik i materiałoznawca, dyrektor Royal Institution (1986–1991)[422][423]
  - Philip Voss – brytyjski aktor[424]
  - Made Wianta – indonezyjski malarz[425]
- 12 listopada
  - Christos Avlonitis – grecki aktor[426]
  - Mirko Babić – serbski aktor[427]
  - Włodzimierz Grzelak – polski dziennikarz i działacz harcerski[428]
  - Kanybek Isakow – kirgiski filolog i polityk, rektor Uniwersytetu Państwowego w Oszu (2011–2019), minister edukacji i nauki (2019–2020)[429]
  - Nelly Kaplan – francuska reżyserka i scenarzystka, pochodzenia argentyńskiego[430]
  - Masatoshi Koshiba – japoński fizyk, laureat Nagrody Nobla w dziedzinie fizyki (2002)[431]
  - Czesław Kraska – polski żużlowiec[432][433][434]
  - Karol Machej  – polski chemik, prof. zw. dr inż.[435]
  - Eugeniusz Makulski – polski duchowny katolicki, kustosz Sanktuarium w Licheniu[436]
  - Tibor Méray – węgierski pisarz i publicysta[437]
  - Henryk Moroz – polski pedagog, prof. dr hab.[438]
  - Alfonso Ortiz – kolumbijski aktor[439]
  - Leonid Potapow – rosyjski polityk i inżynier, prezydent Buriacji (1994–2007)[440]
  - Albert Quixall – angielski piłkarz[441]
  - Gernot Roll – niemiecki reżyser i operator filmowy[442]
  - Jerry John Rawlings – ghański polityk i wojskowy, prezydent Ghany (1979, 1981–2002)[443]
  - Krasnodar Rora – jugosłowiański i chorwacki piłkarz[444]
  - Valja Stýblová – czeska lekarz neurolog i polityk[445]
  - Aldo Tambellini – amerykański artysta i reżyser, pochodzenia włoskiego[446]
  - Savio Tsang – hongkoński aktor[447]
  - Marek Umiński – polski lekarz, specjalista z zakresu chirurgii oraz nauczyciel akademicki[448]
  - Lidia Markiewicz-Ziental – polska działaczka konspiracji w czasie II wojny światowej, sanitariuszka, uczestniczka powstania warszawskiego[449][450][451]
- 11 listopada
  - Czesław Banach – polski pedagog, prof. dr hab., podsekretarz stanu w ministerstwie oświaty i wychowania[452]
  - Carlos Campos – chilijski piłkarz[453]
  - Chalifa ibn Salman Al Chalifa – bahrański polityk, premier Bahrajnu (1971–2020)[454]
  - Walentin Chromow – rosyjski poeta i eseista[455]
  - Francesc-Xavier Ciuraneta Aymí – hiszpański duchowny rzymskokatolicki, biskup Minorki (1991–1999) i Lleidy (1999–2007)[456]
  - Christo Danow – bułgarski działacz sportowy, prezes Bułgarskiego Związku Piłki Nożnej (1994–1995)[457]
  - Edward Flak – polski prawnik i polityk mniejszości niemieckiej, adwokat, samorządowiec, poseł na Sejm I kadencji[458]
  - Boris Guriewicz – ukraiński zapaśnik, mistrz olimpijski (1968)[459]
  - Edmund Jagiełło – polski lekarz i polityk, poseł na Sejm X kadencji (1989–1991), senator II kadencji (1991–1993)[460]
  - Zbigniew Karwacki – polski lekarz anestezjolog, prof. nadzw. dr hab.[461]
  - Mileta Lisica – serbski koszykarz[462]
  - Maria Manturzewska – polska psycholog muzyki, prof. dr hab.[463]
  - Anđelka Martić – chorwacka pisarka i tłumaczka, autorka książek dla dzieci[464]
  - Giuliana Minuzzo – włoska narciarka alpejska, dwukrotna medalistka olimpijska, trzykrotna medalistka mistrzostw świata[465]
  - Michel Mongeau – kanadyjski aktor[466]
  - Janusz Namenanik – polski fizyk i regionalista[467][468]
  - Ryszard Pilch – polski taternik[469][470]
  - Walerij Pustoszkin – rosyjski malarz[471]
  - Gonçalo Ribeiro Telles – portugalski polityk i architekt krajobrazu, lider Ludowej Partii Monarchistycznej, minister (1981–1983)[472]
  - Krzysztof Truszczyński – polski piłkarz[473]
  - Marie-Claude Vayssade – francuska polityk i prawnik, eurodeputowana I, II i III kadencji (1979–1994)[474]
  - Andrew White – amerykański multiinstrumentalista, muzykolog i publicysta[475][476]
  - Teresa Zwierzyńska-Bubałło – polska redaktorka i wydawca, dyrektor Państwowego Wydawnictwa Ekonomicznego[477][478]
- 10 listopada
  - Carlo Bordini – włoski poeta[479]
  - Lidia Borkowska – polska biolożka, dr hab.[480]
  - Charles Corver – holenderski sędzia piłkarski[481]
  - Dino Da Costa – włoski piłkarz, pochodzenia brazylijskiego[482]
  - Bożena Chrząstowska – polska filolożka, prof. dr hab.[483]
  - Jerzy Derkacz – polski polityk i lekarz, senator III kadencji[484]
  - Vladimir Găitan – rumuński aktor[485]
  - Tom Heinsohn – amerykański koszykarz[486]
  - Jordi Llopart – hiszpański lekkoatleta, chodziarz, medalista olimpijski[487]
  - Igor Moskwin – rosyjski łyżwiarz figurowy i trener[488]
  - Günther Pfaff – austriacki kajakarz, mistrz świata, brązowy medalista olimpijski (1968)[489]
  - Juan Sol – hiszpański piłkarz[490]
  - Mila del Sol – filipińska aktorka[491]
  - Rahayu Supanggah – indonezyjski kompozytor[492]
  - Sa’ib Urajkat – palestyński polityk i dyplomata, negocjator porozumień z Oslo, sekretarz generalny Frontu Wyzwolenia Palestyny (2015–2020)[493]
  - Milto Vako – albański dyrygent[494]
  - Tony Waiters – angielski piłkarz i trener[495]
  - Nelly Marianne Wannow – niemiecka prawniczka i urzędniczka konsularna[496]
  - Łucja Aniela Wojdyno – polska zakonnica, uczestniczka powstania warszawskiego, dama orderów[497]
  - Sven Wollter – szwedzki aktor[498]
  - Mahmoud Yavari – irański piłkarz i trener[499]
- 9 listopada
  - Fernando Atzori – włoski bokser, mistrz olimpijski (1964)[500]
  - Bruno Barbey – francuski fotografik pochodzenia marokańskiego[501]
  - Swietłana Czerwonnaja – rosyjska etnolożka, prof. dr hab.[502]
  - Jan Niebrzydowski – polski działacz polonijny, historii, filatelista i filokartysta, kawaler orderów[503]
  - Władysław Dor – polski trener siatkówki[504][505]
  - Israel Horovitz – amerykański dramaturg, scenarzysta i aktor pochodzenia żydowskiego[506]
  - Virginia Ioan (Bonci) – rumuńska lekkoatletka specjalizująca się w skoku wzwyż, mistrzyni Uniwersjady[507]
  - Henryk Jachimek – polski malarz, przedstawiciel malarstwa naiwnego[508]
  - John Kinsella – australijski zapaśnik i żołnierz[509]
  - Teofil Kowalski – polski bokser, trener[510]
  - Jacek Polak – polski muzyk rockowy, gitarzysta i wokalista zespołu Mr. Pollack[511]
  - Jerzy Przybylski – polski działacz społeczny i samorządowiec, burmistrz Koła (1998–2002), kawaler orderów[512]
  - Giennadij Rajszew – rosyjski malarz[513]
  - Anna Rosel-Kicińska – polska dziennikarka, działaczka harcerska, komendantka Chorągwi Łódzkiej ZHP (1963–1968)[514]
  - Mieczysław Rutkowski – polski działacz powojennego podziemia antykomunistycznego, kawaler orderów[515]
  - Florentyna Rzemieniuk – polska historyczka[516]
  - Marco Santagata – włoski pisarz i krytyk literacki[517]
  - Amadou Toumani Touré – malijski polityk i wojskowy, prezydent Mali (1991–1992, 2002–2012)[518]
  - Shkëlqim Troplini – albański zapaśnik, olimpijczyk[519]
- 8 listopada
  - Mohammed Bakar – malajski piłkarz i trener, olimpijczyk (1972)[520]
  - Bert Belasco – amerykański aktor[521]
  - Oscar Benton – holenderski wokalista bluesowy[522]
  - Gatot Brajamusti – indonezyjski aktor i piosenkarz[523]
  - Michael Bundesen – duński piosenkarz[524]
  - Marian Czarnecki – polski koszykarz, wielokrotny medalista mistrzostw Polski[525]
  - Horst David – niemiecki seryjny morderca[526]
  - Koço Devole – albański aktor i satyryk[527]
  - Vanusa Flores – brazylijska piosenkarka[528]
  - Andrzej Foryś – polski malarz, rzeźbiarz i architekt wnętrz[529][530][531][532]
  - Tatjana Krasowska – rosyjska piosenkarka i kompozytorka[533]
  - Howie Meeker – kanadyjski hokeista i komentator sportowy, członek Izby Gmin (1951–1953)[534]
  - Juliusz Narzyński – polski malarz[535][536]
  - Waldemar Lech Olszewski – polski specjalista w zakresie chrirgii, limfologii i transplantologii, prof. zw. dr hab. n. med.[537][538]
  - Zbigniew Oniszczuk – polski politolog i medioznawca[539]
  - Krzysztof Pajewski – polski taekwondzista, mistrz świata w taekwondo (1988)[540]
  - Bernard Półtorak – polski trener siatkarski, działacz społeczny i samorządowy[541]
  - Tadeusz Rapczyński-Martin – polski działacz konspiracji niepodległosciowej w czasie II wojny światowej, kawaler orderów[542]
  - Benedito Roberto – angolański duchowny katolicki, arcybiskup[543]
  - Józef Rokosza – polski dendrolog, dr hab.[544]
  - Hejdar Szondżani – irański piłkarz wodny i pływak, mistrz Azji (1974)[545]
  - Alex Trebek – amerykańska osobowość telewizyjna pochodzenia kanadyjskiego[546]
  - Seymour Topping – amerykański dziennikarz, pisarz i nauczyciel akademicki[547]
  - Andrzej Wawrzyniak – polski dyplomata, marynarz i muzealnik, kolekcjoner sztuki, wieloletni dyrektor Muzeum Azji i Pacyfiku w Warszawie[548]
  - Jadwiga Wilska-Jeszka – polska chemiczka, prof. dr hab. inż.[549]
- 7 listopada
  - Cándido Camero – kubański perkusista znany z gry na bongosach[550][551]
  - Jacek Ciechanowski – polski samorządowiec, działacz związkowy i opozycyjny w PRL[552]
  - Brian Coll – irlandzki muzyk country[553]
  - Norm Crosby – amerykański aktor i komik[554]
  - Zygmunt Gebethner – polski działacz podziemia niepodległościowego w czasie II wojny światowej, członek Kapituły Orderu Wojennego Virtuti Militari[555]
  - Jarosław Glinka – polski żużlowiec[556]
  - Bones Hillman – nowozelandzki basista i wokalista, członek zespołu Midnight Oil[557]
  - Bogdan Jamroszczyk – polski działacz kolarski[558][559][560]
  - Łarisa Jaszina – rosyjska poetka[561]
  - Wiesław Karliński – polski zawodnik i sędzia koszykarski[562]
  - Teresa Kozanecka – polska gleboznawczyni, dr hab.[563]
  - Józef Kącki – polski duchowny rzymskokatolicki, kanonik regularny laterański, Honorowy Obywatel Gminy Ełk[564][565]
  - Leons Krivāns – łotewski aktor[566]
  - Pierre Lataillade – francuski polityk i samorządowiec, parlamentarzysta krajowy i europejski II, III i IV kadencji[567]
  - Anicetus Bongsu Antonius Sinaga – indonezyjski duchowny katolicki, arcybiskup[568]
  - Jonathan Sacks – brytyjski polityk i ortodoksyjny rabin, członek Izby Lordów (2009–2020)[569]
  - Paweł Stręk – polski lekarz laryngolog, prof. dr hab.[570]
  - Zygmunt Sutkowski – polski działacz sportowy, kawaler orderów[571]
  - Zofia Sztetyłło – polska archeolożka, prof. dr hab.[572][573]
- 6 listopada
  - Caprino Alendy – surinamski polityk i nauczyciel, parlamentarzysta[574]
  - Giuseppe Amadei – włoski polityk i nauczyciel, parlamentarzysta, eurodeputowany II kadencji[575]
  - Mick Barry – australijski rugbysta i lekarz[576]
  - Olgierd Czerner – polski architekt, prof. dr hab.[577]
  - Tadeusz Filipiak – polski specjalista w zakresie ekonomii i historii politycznej, doc. dr hab.[578][579]
  - June Foulds – brytyjska lekkoatletka, dwukrotna medalistka olimpijska (1952, 1956)[580][581]
  - John Fraser – szkocki aktor[582]
  - Jerzy Gawin – polski fizyk, dr hab.[583]
  - King Von – amerykański raper[584]
  - Jim Neilson – kanadyjski hokeista[585]
  - Wojciech Nietyksza – polski konstruktor, twórca łączności radiowej dla polskich ratowników górskich[586]
  - Andrzej Owczarek – polski polityk, nauczyciel i samorządowiec, senator VI, VII i VIII kadencji[587]
  - Stefano D’Orazio – włoski muzyk rockowy, perkusista[588]
  - Józef Para – polski aktor i reżyser[589]
  - Leon Podsiadły – polski rzeźbiarz[590]
  - Luke Rhinehart – amerykański pisarz[591]
  - Andrzej Rybka – polski żużlowiec[592]
  - Timur Selçuk – turecki piosenkarz, kompozytor i pianista[593]
  - Piero Simondo – włoski artysta[594]
  - Marian Sobolewski – polski generał brygady, szef WSI i Obrony Cywilnej Kraju (1992)[595].
  - Fernando Solanas – argentyński reżyser, scenarzysta i polityk[596]
  - Ken Spears – amerykański producent filmowy, współtwórca m.in. serii Scooby Doo[597]
  - Władisław Szapowałow – rosyjski pisarz[598]
  - Constantin Dan Vasiliu – rumuński polityk i menedżer, senator (1992–2004)[599]
  - Mariusz Wojtalewicz – polski muzealnik, kierownik Muzeum Żydów Mazowieckich w Płocku (2013–2020)[600]
  - Natan Zach – izraelski poeta, eseista i krytyk literacki[601]
  - Michaił Żwaniecki – rosyjski pisarz, satyryk i aktor[602]
- 5 listopada
  - Len Barry – amerykański wokalista, autor piosenek i producent muzyczny[603][604]
  - Dragan Jovičić – bośniacki aktor[605]
  - Giennadij Kazakow – rosyjski hokeista[606]
  - Tomasz Łazowski – polski lekarz anestezjolog, prof. nadzw. dr hab.[607]
  - Leonid Osipow – radziecki piłkarz wodny, mistrz olimpijski (1972)[608]
  - Geoffrey Palmer – angielski aktor[609][610]
  - Jim Ramstad – amerykański polityk i prawnik, członek Izby Reprezentantów (1991–2009)[611]
  - Reynaert – belgijski piosenkarz[612]
  - Ossi Runne – fiński trębacz, kompozytor, lider orkiestry i producent muzyczny[613]
  - Nissim Sharim – chilijski aktor i reżyser[614]
  - Pierre Simonet – francuski urzędnik państwowy i administrator kolonialny, weteran II wojny światowej[615]
  - Michał Szlaga – polski duchowny prawosławny, ksiądz mitrat, kawaler Orderu św. Marii Magdaleny[616]
  - Géza Szőcs – węgierski poeta, polityk i opozycjonista, działający także w Rumunii[617]
  - Jean-Pierre Vincent – francuski reżyser[618]
  - Joy Westmore – australijska aktorka[619]
  - Władimir Worokow – rosyjski reżyser filmowy[620]
  - Stefan Żarski – polski neurolog i neurochirurg, prof. dr hab.[621][622]
- 4 listopada
  - Lakhdar Bouregaa – algierski wojskowy i działacz polityczny[623]
  - Andrzej Burzyński – polski aktor i malarz[624]
  - Giennadij Chasin – rosyjski piłkarz[625]
  - Jerzy Dynia – polski dziennikarz, muzyk i popularyzator folkloru[626][627]
  - Stanisław Fijałkowski – polski malarz[628]
  - Sead Gološ – bośniacki architekt[629]
  - Zdzisław Hejduk – polski reżyser i scenarzysta, współzałożyciel i dyrektor Teatru 77[630]
  - Ken Hensley – angielski muzyk rockowy, wokalista zespołu Uriah Heep[631]
  - Tadeusz Janusz – polski ekonomista, prof. nadzw. dr hab., rektor Państwowej Wyższej Szkoły Zawodowej w Skierniewicach[632]
  - Johnny Kevorkian – amerykański reżyser filmowy[633]
  - Faraaz Khan – indyjski aktor[634]
  - Naomi Long Madgett – amerykańska poetka[635]
  - Tom Metzger – amerykański biały supremacjonista, założyciel White Aryan Resistance i członek Ku Klux Klanu[636]
  - Jerzy Podgórski – polski działacz państwowy i inżynier mechanik, wiceminister gospodarki materiałowej (1983–1985) oraz gospodarki materiałowej i paliwowej (1985–1987)[637]
  - Abdul Rashid – pakistański hokeista na trawie, medalista olimpijski (1968, 1972, 1976)[638]
  - Mariano Francisco Saynez Mendoza – meksykański admirał, dowódca marynarki wojennej Meksyku (2006–2012)[639]
  - Ewa Skrzypczak – polska fizyk, prof. dr hab.[640]
  - Matt Tees – szkocki piłkarz[641]
  - Ludomir Ślusarski – polski inżynier chemik, prof. dr hab.[642]
  - Jerzy Toczołowski – polski okulista, prof. dr hab.[643]
  - Jan Vrba – czeski polityk i menedżer, minister przemysłu (1990–1992)[644]
  - Luis Zapata – meksykański pisarz, dramaturg i tłumacz[645]
- 3 listopada
  - Raszid Asadullin – rosyjski malarz, pochodzenia tatarskiego[646]
  - Karol Bochański – polski śpiewak operowy[647][648]
  - Gienadij Bucharin – rosyjski kajakarz, dwukrotny brązowy medalista olimpijski (1956)[649]
  - Taymi Chappe – kubańsko-hiszpańska szpadzistka, mistrzyni świata (1990), reprezentantka Kuby i Hiszpanii[650]
  - Tadeusz Chęsy – polski przedsiębiorca branży drukarskiej, Honorowy Obywatel Miasta Inowrocławia[651]
  - Claude Giraud – francuski aktor[652]
  - Grigorij Krasnow – rosyjski malarz[653]
  - Matti Laakso – fiński zapaśnik, medalista mistrzostw Europy, siedmiokrotny mistrz państw nordyckich[654]
  - Faustas Latėnas – litewski kompozytor[655]
  - Ireneusz Lazurowicz – polski piłkarz[656][657]
  - Eugeniusz Mikita – polski duchowny rzymskokatolicki, ksiądz kanonik, Honorowy Obywatel Gminy Żyrzyn[658][659]
  - Eugeniusz Mróz – polski działacz konspiracji niepodległościowej w czasie II wojny światowej, Honorowy Obywatel Wadowic[660]
  - Andrzej Pieniak – polski działacz kulturalny, kawaler Orderu Uśmiechu[661]
  - Jacques Pereira – portugalski piłkarz[662]
  - Bruno Roccaro – włoski salezjanin, misjonarz działający na Kubie[663]
  - Leszek Rymczuk – polski rzeźbiarz[664]
  - Edward Sienkiewicz – polski duchowny rzymskokatolicki, ks. prof. dr hab.[665]
  - Grzegorz Szerszenowicz – polski piłkarz, trener[666]
  - Witold Śliwiński – polski rzeźbiarz[667]
  - Don Talbot – australijski trener pływania i działacz sportowy[668]
- 2 listopada
  - Nancy Darsch, amerykańska koszykarka, trenerka (ur. 1951)
  - Dietrich Adam – niemiecki aktor[669]
  - Ahmad al-Araki – marokański lekarz, dyplomata, polityk, minister spraw zagranicznych, premier Maroka (1969–1971)[670]
  - Maria Borczuch-Łączka – polska specjalistka w zakresie technologii i badań nowoczesnych materiałów szklistych i szklanokrystalicznych, prof. dr hab. inż.[671]
  - Laura Bove – argentyńska aktorka[672]
  - Andrzej Bułat – polski dziennikarz, redaktor naczelny Gazety Wrocławskiej[673]
  - Witold Dembowski – polski działacz konspiracji niepodległościowej w czasie II wojny światowej oraz powojenny działacz kombatancki[674][675]
  - Rajko Đurić – serbski dziennikarz i pisarz pochodzenia romskiego[676]
  - Emil Fornay – słowacki reżyser, aktor, scenarzysta i producent filmowy[677]
  - Andrzej Fryszkowski – polski matematyk, profesor[678]
  - Tadeusz Garstka – polski działacz konspiracji niepodległościowej w czasie II wojny światowej oraz powojennego podziemia antykomunistycznego, kawaler orderów[679][680]
  - Ashish Kakkad – indyjski reżyser filmowy[681]
  - Maksym – grecki duchowny prawosławny, biskup, metropolita Pittsburgha (2003–2011)[682]
  - Mladen Kušec – chorwacki poeta i dziennikarz[683]
  - Oscar W. McConkie Jr. – amerykański polityk i prawnik, duchowny Kościoła Jezusa Chrystusa Świętych w Dniach Ostatnich, przewodniczący Senatu Utah (1965–1966)[684]
  - Raju Mishra – indyjski pisarz i reżyser filmowy[685]
  - Andrzej Nowakowski – polski metalurg, prof. dr hab. inż.[686][687]
  - Gigi Proietti – włoski aktor, muzyk i komik[688][689]
  - Rodolfo Rabanal – argentyński pisarz i dziennikarz[690]
  - Elsa Raven – amerykańska aktorka[691]
  - John Sessions – brytyjski aktor i komik[692]
  - Andrzej Sobol-Jurczykowski – polski tłumacz literatury hiszpańskojęzycznej[693]
  - Leopold Szwedowski – polski zawodnik, sędzia, działacz i publicysta szachowy[694]
  - Max Ward – kanadyjski lotnik i przedsiębiorca, założyciel Wardair Airlines[695]
  - Baron Wolman – amerykański fotograf[696][697]
- 1 listopada
  - Carol Arthur – amerykańska aktorka[698]
  - Ludwik Biegasik – polski zawodnik i trener piłki ręcznej[699]
  - Rachel Caine – amerykańska pisarka[700]
  - Giovanny Castellanos – kolumbijski reżyser teatralny działający w Polsce[701]
  - Olga Czerniawska – pedagog, historyk oświaty dorosłych, andragog, profesor Uniwersytetu Łódzkiego[702]
  - Tuomas Gerdt – fiński wojskowy, ostatnia żyjąca osoba odznaczona Krzyżem Mannerheima[703]
  - Marek Tymoteusz Grochowski – polski taternik i himalaista[704][705]
  - Jan Guzowski – polski duchowny rzymskokatolicki, prałat, wieloletni rektor Wyższego Seminarium Duchownego w Olsztynie[706]
  - Eddie Hassell – amerykański aktor[707]
  - Pedro Iturralde – hiszpański saksofonista i kompozytor jazzowy[708]
  - Nikołaj Maksiuta – rosyjski polityk i inżynier, gubernator obwodu wołgogradzkiego (1997–2010)[709]
  - Donald McDermott – amerykański łyżwiarz szybki, medalista olimpijski (1952)[710]
  - Nikki McKibbin – amerykańska piosenkarka[711]
  - Zofia Palowa – polska artystka plastyk, ceramiczka[712]
  - Teresa Pojmańska – polska specjalistka w zakresie parazytologii ogólnej i systematycznej, prof. dr hab.[713][714]
  - Boris Potaszew – rosyjski piłkarz[715]
  - James Roberts – angielski rugbysta[716]
  - Esteban Santos – hiszpański piosenkarz[717]
  - Markus Stangl – niemiecki szachista, arcymistrz[718]
  - Janusz Szuber – polski poeta, felietonista i eseista[719]
  - Lucy Tovar – meksykańska aktorka[720]
  - Jarosław Warylewski – polski prawnik, karnista, profesor nauk prawnych, dziekan Wydziału Prawa i Administracji Uniwersytetu Gdańskiego (2004–2012)[721]
- data dzienna nieznana
  - Marek Bargieł – polski cukiernik, przedsiębiorca i działacz cechowy[722][723][724]
  - Broselinda Boudet – kubańska aktorka[725]
  - Artemiusz Czkwianianc – polski specjalista w zakresie budownictwa, prof. dr hab. inż.[726]
  - Tamara Djurovic – argentyńska twórczyni murali artystycznych[727]
  - Witold Dziamski – polski trener lekkoatletyki[728][729]
  - Kenneth Jones – amerykański aktor[730]
  - Jan Kamiński – polski działkowiec, kawaler orderów[731][732][733]
  - Jim Marurai – polityk, premier Wysp Cooka (2004–2010)[734]
  - Zbigniew Paduch – polski trener specjalizujący się w sprintach i biegach płotarskich[735]
  - Janusz Pala – polski agronom, prof. dr hab. inż.[736]
  - Kazimierz Rajchel – polski prawnik, prof. dr hab.[737]
  - Jan Rowiński – polski histolog, prof. dr. hab. n. med.[738][739]
  - Zygmunt Włodarczyk – polski uczestnik francuskiego ruchu oporu w czasie II wojny światowej oraz powojenny działacz kombatancki[740]